# Federazione di baseball della Lituania
La Federazione lituana di baseball (lit. Lietuvos beisbolo asociacija) è un'organizzazione fondata nel 1987 per governare la pratica del baseball in Lituania.
Organizza il campionato di baseball lituano, e pone sotto la propria egida la nazionale maschile.